# Marie-Anne von Goldschmidt-Rothschild

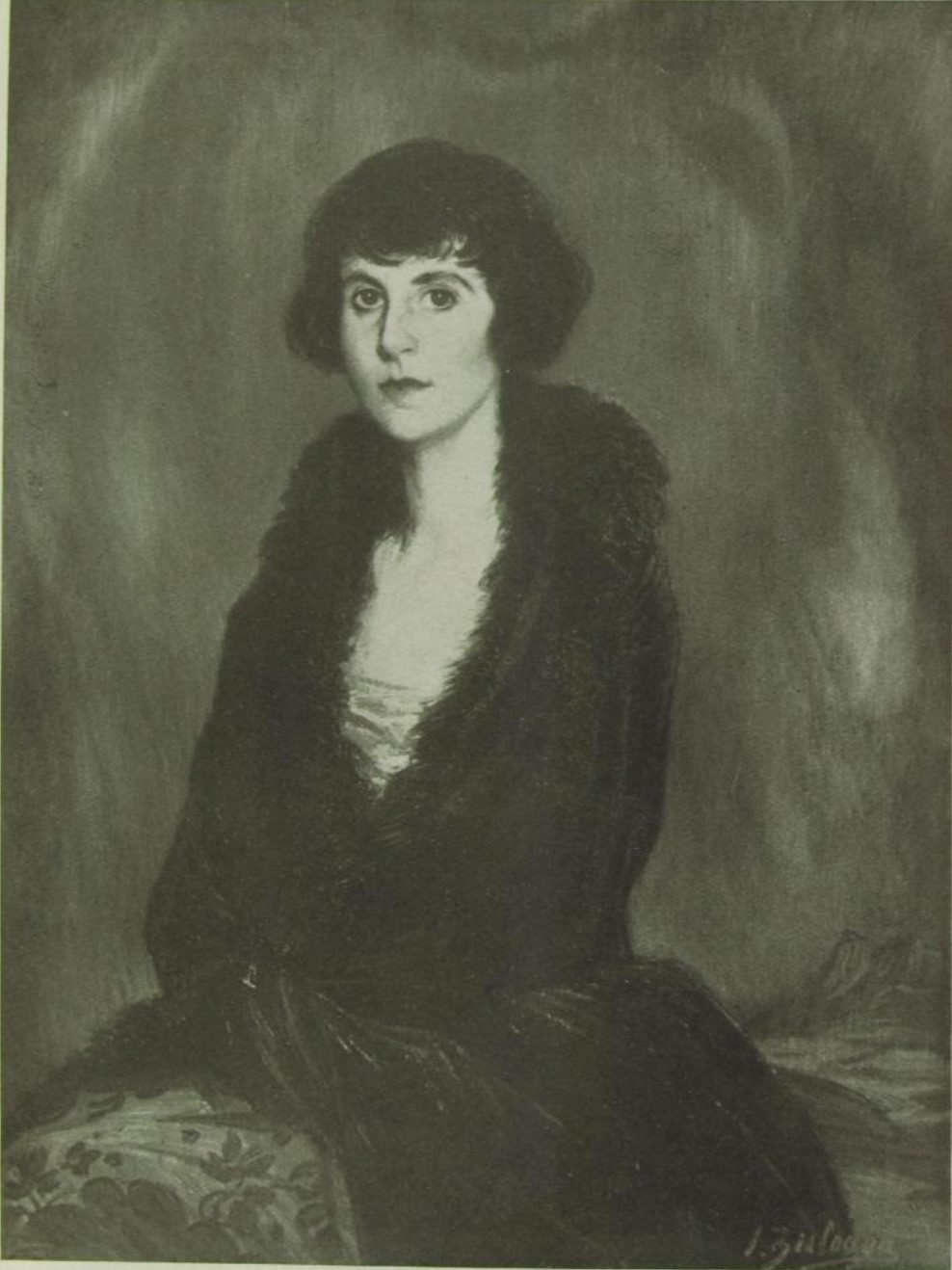
Ignacio Zuloaga: Marie Anne von Goldschmidt-Rothschild, 1927

Marie-Anne von Goldschmidt-Rothschild, geb. von Friedlaender-Fuld, gesch. Mitford, gesch. von Kühlmann (* 17. Januar 1892 in Berlin; † 30. November 1973 in Paris) war die Tochter von Friedrich Victor von Friedlaender-Fuld und dessen Ehefrau Milly Antonie Fuld. Sie führte von 1914 bis 1918 einen Briefwechsel mit Rainer Maria Rilke, den sie 1956 in französischer Übersetzung unter dem Pseudonym Marianne Gilbert herausgab. Als Kunstsammlerin trug sie bedeutende Werke des 19. und 20. Jahrhunderts zusammen.

## Leben

### Jugend in Berlin und in Schloss Lanke
Die Eltern lebten nach der Hochzeit zunächst in Berlin. Dort erwarb der Vater 1895 das bebaute Grundstück am Pariser Platz Nr. 5a neben der französischen Botschaft (Nr. 5). Anschließend ließ er das Gebäude nach Entwürfen des Architekten Ernst von Ihne im Stil eines Pariser Stadtpalais umgestalten. Marie-Anne von Goldschmidt-Rothschild ließ im Palais 1926 für sich eine zweistöckigen Stadtwohnung durch den Architekten Alfred Breslauer umbauen.
Im Jahr 1894 hatte Fritz Friedlaender Schloss und Domäne Lanke bei Bernau von Graf Wilhelm Redern gepachtet, wo er wohl auch ganzjährig lebte, wenn er nicht in Oberschlesien seinen Geschäften nachging, deren Zentralverwaltung in Berlin lag. Die Gutsherrschaft Lanke, eine mit 2500 ha der größeren Begüterungen in Brandenburg und als Unternehmen Teil seiner Berliner Zentralverwaltung, diente dem Industriellen für den Ausbau einer modernen Landwirtschaft, nicht zuletzt um die chemischen Produkte seiner Unternehmen zu testen (Düngemittel). In Lanke wurde Marie-Anne von Privatlehrern und einer englischen Gouvernante unterrichtet. Natur und Landschaft bestimmten zeitlebens ihre Gefühle und waren für sie ein prägender Gegenpol zum städtischen Gesellschaftsleben. Das im historistischen Stil des 18. Jahrhunderts eingerichtete Haus am Pariser Platz war Treffpunkt von Gästen unterschiedlichen gesellschaftlichen Rangs.

### Marie-Anne Mitford
Marie-Anne von Goldschmidt-Rothschild war dreimal verheiratet. Am 5. Januar 1914 heiratete sie den britischen Lord John Mitford (1884–1963). Diese Ehe wurde im Dezember des gleichen Jahres für nichtig erklärt. Die umlaufenden Gerüchte zur Trennung der Ehe waren bösartig und antisemitisch. Am 5. Januar stellte sie, die mit der Heirat die englische Staatsbürgerschaft erhalten hatte, den Antrag, wieder deutsche Staatsbürgerin zu werden.
Ende 1914 waren im leerstehenden Haus in der Bendlerstraße 6, dem Hochzeitsgeschenk des Vaters, nicht nur ostpreußische Flüchtlinge untergebracht, sondern hier verbrachte auch Rainer Maria Rilke mit Lou Albert-Lasard die Weihnachtsfeiertage. Im November 1914 hatte Rilke Marianne Mitford anlässlich des Todes des Schriftstellers und Sammlers Alfred Walter Heymel kennengelernt. Ein Jahr später, im Dezember 1915, trug Rilke auf ihren Wunsch hin zwei Gedichte in ein Heft ein: Der Tod Moses und Der Tod.
Im Herbst 1914 war im Palais am Pariser Platz eine Schutzwache einquartiert. 1919 war Marie-Anne von Goldschmidt-Rothschild Mitunterzeichnerin des Programms des Arbeitsrat für Kunst und spendete die ansehnliche Summe von 5000 Mark.

### Aufbau einer Kunstsammlung
Ab etwa 1914 begann Marie-Anne von Friedlaender-Fuld mit dem Aufbau einer eigenen Kunstsammlung. Sie wurde dabei beraten von dem Kunsthistoriker Julius Meier-Graefe und zu Beginn auch von Alfred Walter Heymel. Im April 1914 erwarb Marianne Mitford aus dem Besitz von Carl und Thea Sternheim das Gemälde L’Arlesienne (1888) von Vincent van Gogh, das sie kurz zuvor in einer Ausstellung der Berliner Galerie Cassirer gesehen hatte. Finanzielle Gründe hatten die Sternheims zu diesem für sie lukrativen Verkauf bewogen. Die Arlesienne wurde im Palais am Pariser Platz auf einer goldfarbenen Tapete präsentiert, deren Entwurf vom Pariser Modeschöpfer und Gestalter Paul Poiret stammte.
Weiterhin besaß sie das Doppelbild mit der Gouache Mutter und Kind (Gaukler) und dem rückseitigen Ölgemälde Sitzende Frau mit Kapuze (Kauernde) von Pablo Picasso, das sie aber bereits 1916 wieder verkaufte (heute Staatsgalerie Stuttgart). Hinzu kam von Pierre-Auguste Renoir ein Liegender weiblicher Akt (Gabrielle) (heute Ungarische Nationalgalerie, Budapest). Über Rainer Maria Rilke lernte sie in Paris den spanischen Maler Ignacio Zuloaga kennen, der 1927 ihr Porträt malte. Im selben Jahr erwarb sie in der Pariser Galerie Paul Rosenberg das Bild Die Brücke von Grenelle von Henri Rousseau (Privatsammlung).
In ihrer Sammlung, die sie nach 1933 überwiegend in ihrem Haus in der Pariser Rue de la Faisanderie Nr. 33 aufbewahrte, befanden sich zudem drei Gemälde von Paul Cézanne. Neben dem Stillleben Boîte et citron (Cincinnati Art Museum) besaß die Sammlerin die Landschaften Bosquet au Jas de Bouffan und Bords de Marne (beide Privatbesitz). Weiterhin besaß sie das Cézanne-Gemälde Le Moulin brûlé à Maisons-Alfort (heute Israel-Museum, Jerusalem). Marie-Anne von Goldschmidt-Rothschild sammelte darüber hinaus Werke von Édouard Manet. Dazu gehörten die Werke Knabe mit Hund, Stierkampf und Unter Bäumen. Das Motiv Stierkampf überließen ihre Erben 1976 zum Ausgleich von Erbschaftssteuern dem französischen Staat (heute Musée d’Orsay), während sich die anderen Bilder weiterhin in Privatbesitz befinden. Weitere Werke der Sammlung waren eine Strandszene von Eugène Boudin (Privatsammlung), Der Kuss von Henri de Toulouse-Lautrec, Mau Taporo – La ceuillette des citrons von Paul Gauguin und Stillleben mit Teeservice von Claude Monet (alle Privatbesitz). Hinzu kamen Zeichnungen von Auguste Rodin. und Briefe von van Gogh.
Marie-Anne von Goldschmidt-Rothschild hatte zu Beginn des Zweiten Weltkrieges im Oktober 1939 zunächst Manets Knabe mit Hund und Stierkampf sowie Cézannes Le Moulin brûlé à Maisons-Alfort dem Louvre übergeben, der die Bilder zusammen mit den eigenen Beständen ins Schloss Chambord auslagerte. Im Mai 1940 holte sie ihre Gemälde im Schloss Chambord wieder ab und transportierte die Werke mit dem Rest ihrer Sammlung im eigenen Auto nach Hossegor in Südfrankreich. Sie reiste danach nach Lissabon weiter, die Bilder wurden ihr aufgerollt in einem Holzzylinder per Bahn nachgesandt. Anschließend konnte sie mit dem Dampfschiff Quanza nach Mexiko und später per Flugzeug in die Vereinigten Staaten reisen. Dort und in Kanada wurden während des Krieges Werke ihrer Sammlung in Ausstellungen gezeigt, etwa Cézannes Bosquet au Jas de Bouffan im Metropolitan Museum of Art, van Goghs L’Arlesienne und Manets Knabe mit Hund im Musée des beaux-arts de Montréal und Rousseaus Brücke von Grenelle im Museum of Modern Art. Zur Hochzeit ihrer Tochter verkaufte sie in New York das in ihrem Besitz befindliche Picasso-Gemälde Junge mit der blauen Vase (heute The Hyde Collection, Glen Falls) an die Kunsthandlung Seligmann. Nach der Befreiung von Paris am 25. August 1944 schenkte sie van Goghs L’Arlesienne das Bild dem Louvre. Die Geschichte der Ausfuhr der Arlesienne wie auch der übrigen Kunstwerke bei ihrer Emigration 1940 aus Frankreich nach Übersee schilderte Marie-Anne von Goldschmidt-Rothschild in ihrem Rilke-Buch von 1956.

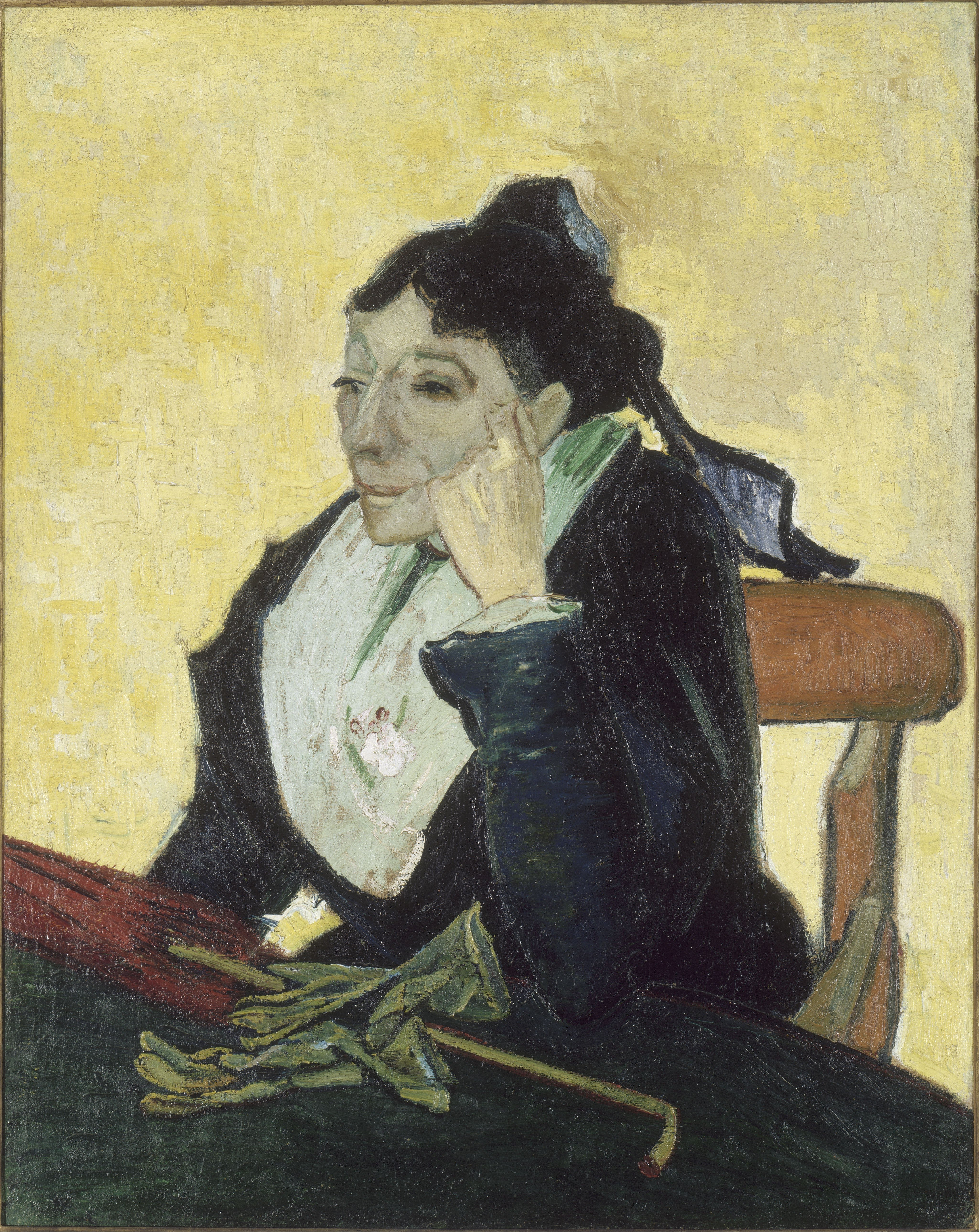
Vincent van Gogh: L’Arlesienne, 1889
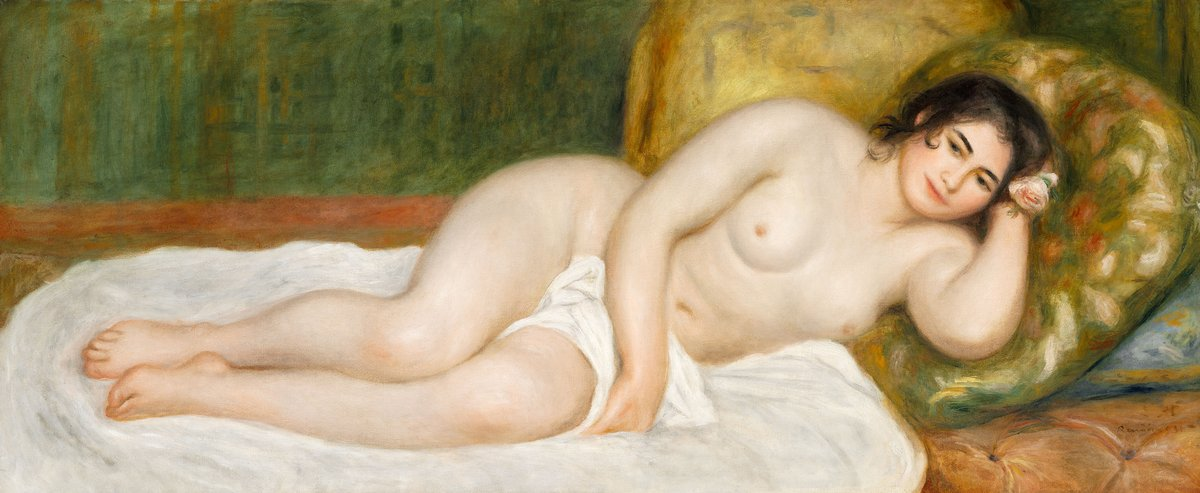
Pierre-Auguste Renoir: Liegender weiblicher Akt (Gabrielle), 1903
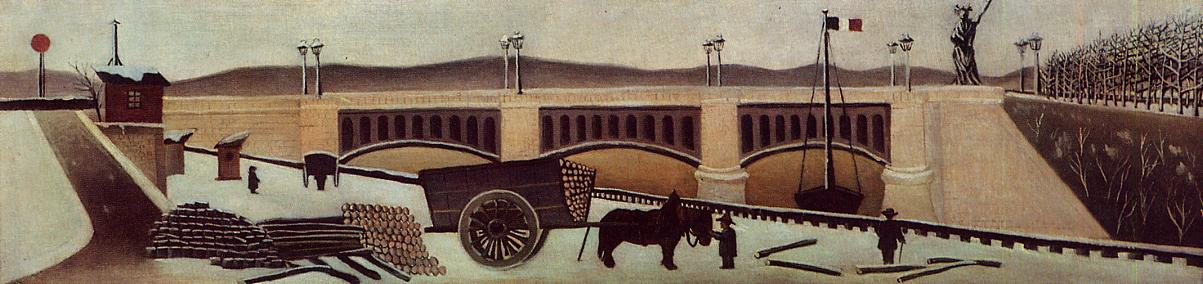
Henri Rousseau: Die Brücke von Grenelle, 1892
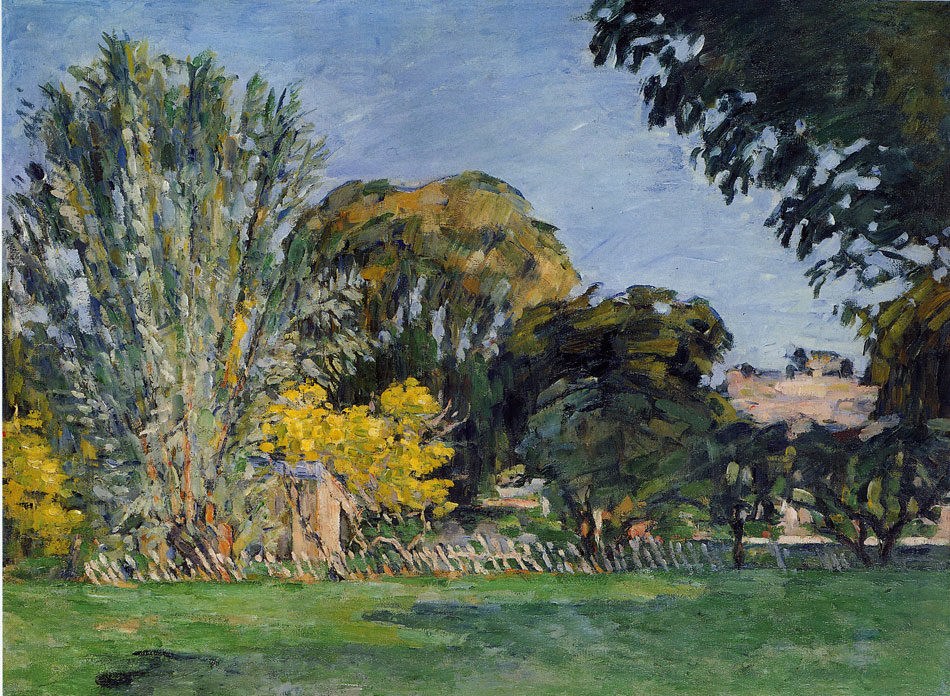
Paul Cézanne: Bosquet au Jas de Bouffan, um 1876
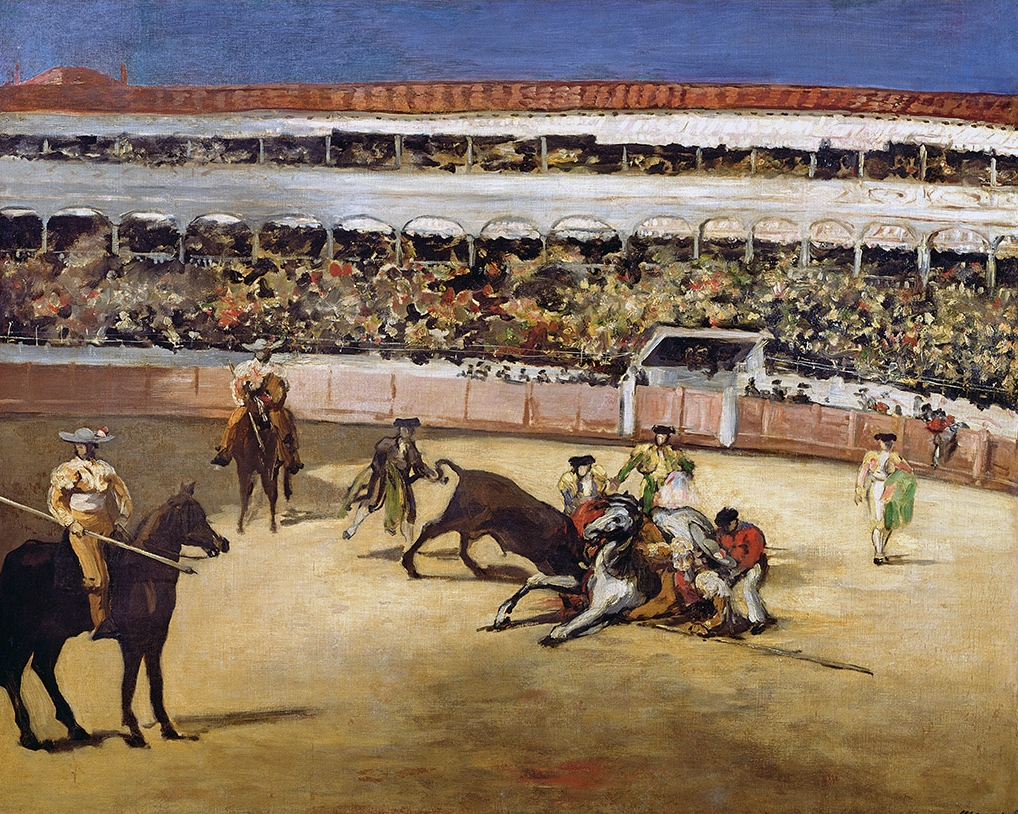
Édouard Manet: Stierkampf, 1865–1866
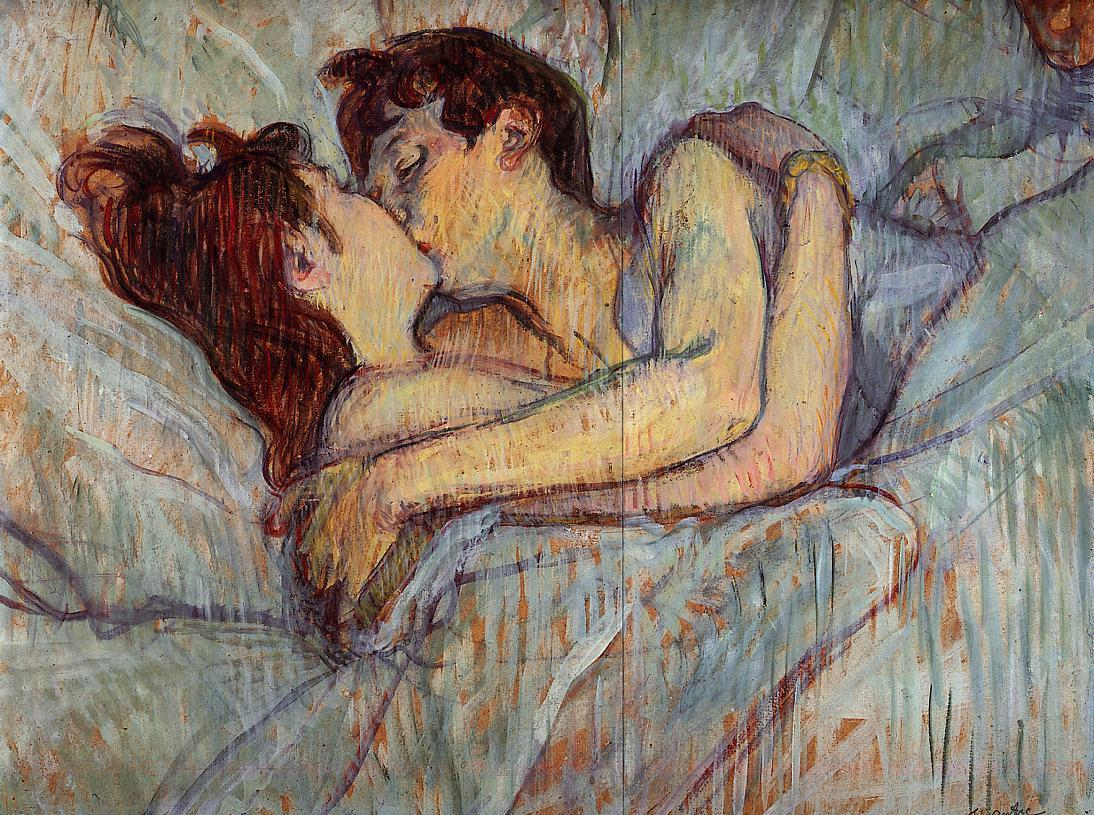
Henri de Toulouse-Lautrec: Der Kuss, 1892–1893
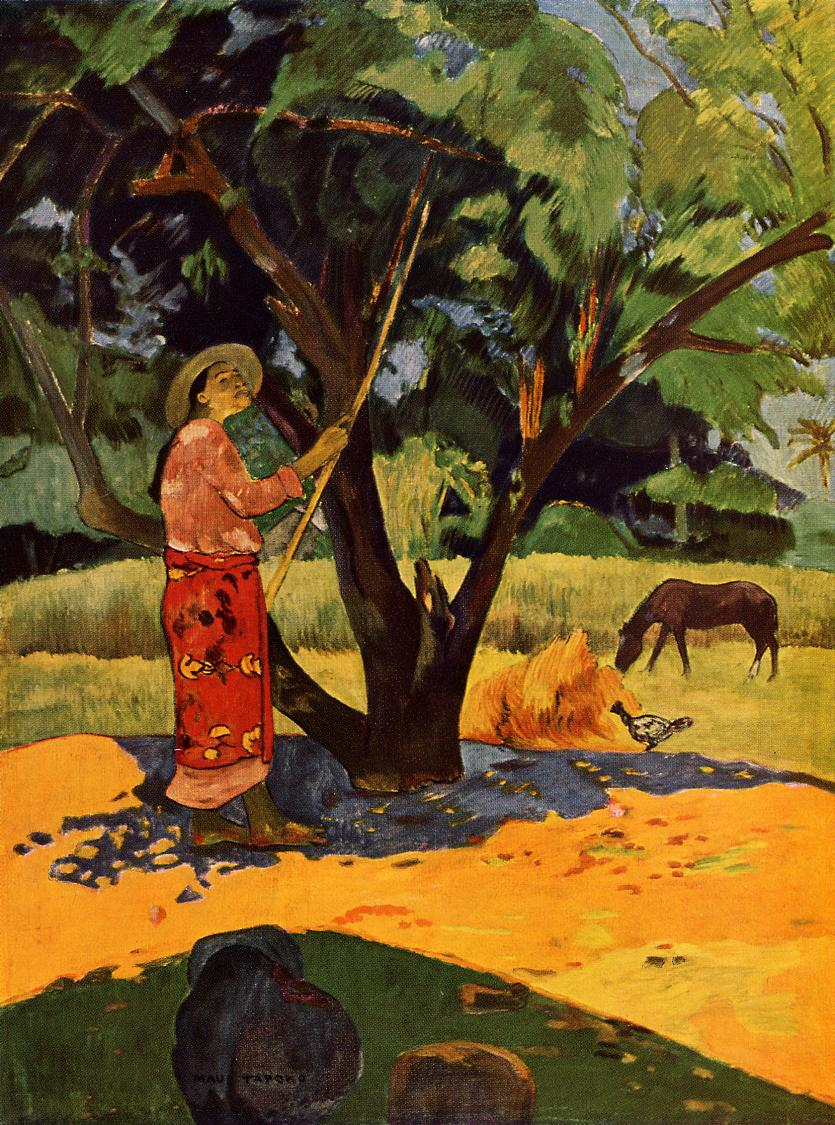
Paul Gauguin: Mau taporo, 1892
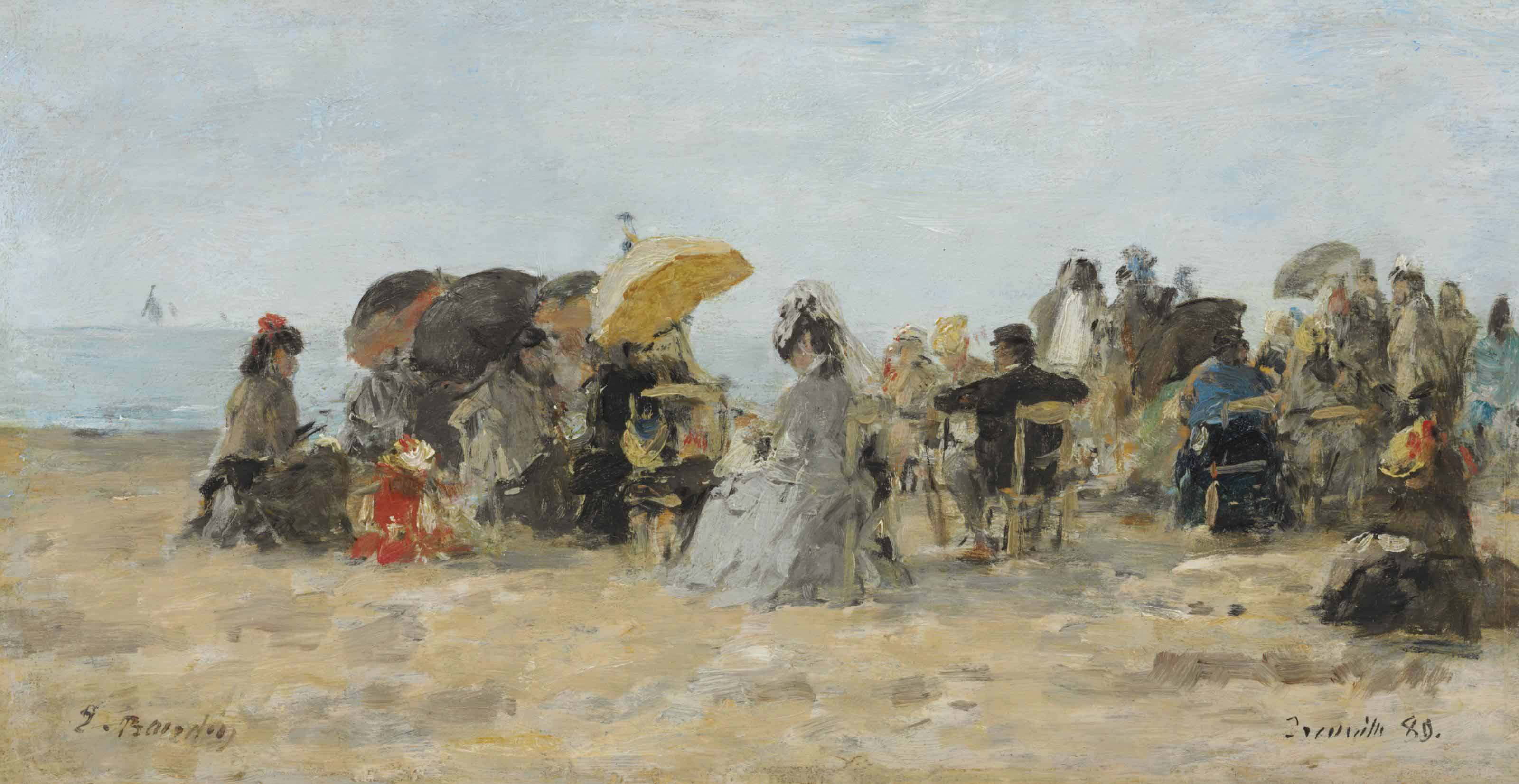
Eugene Boudin: Strandszene, 1889

### Die Erbin
Am 16. Juli 1917 starb der Vater in Lanke an Nierenkrebs. Die Tochter wurde die alleinige Erbin, denn mit der Mutter Milly war bereits vor Jahren ein Ehevertrag geschlossen worden. Die Friedfuld Vermögensverwaltung GmbH wurde von den testamentarisch eingesetzten Vermögensverwaltern, dem Rechtsanwalt Franz Oppenheimer und langjähriger Gesellschafter, dem Kaufmann Robert Friedlaender-Prechtl, Neffe und Geschäftspartner, sowie dem Geheimen Oberfinanzrat Ernst Springer verwaltet. Zu den Aufgaben der Nachlassverwaltung gehörte auch die vom Vater verfügte Stiftung, die drei Millionen Mark in ein Kaiser-Wilhelm-Institut für Kohlenforschung in Breslau einbrachte. Mutter und Tochter hatten darauf bestanden, dass dieses Institut entgegen den Regelungen der Kaiser-Wilhelm-Gesellschaft (KWG), deren Gründungsmitglied (1911) der Industrielle gewesen war, den Namen des Stifters trug: Friedlaender-Fuldsches Kohlenforschungsinstitut, 1922 umbenannt in Kohlenforschungsinstitut der KWG (begründet von der Fritz von Friedländer-Fuld-Stiftung). Spätestens 1925 verschwand der Eigenname und es hieß künftig Schlesisches Kohlenforschungsinstitut der Kaiser-Wilhelm-Gesellschaft, nachdem die drei Millionen in der Inflation verloren gegangen waren; zweimal zuvor hatte die Erbin noch das Haushaltsdefizit des Instituts ausgeglichen.
Im Jahr 1922 trat die Tochter, inzwischen als Marie-Anne von Kühlmann verheiratet, als Kommanditistin in die Firma Emanuel Friedlaender & Co. ein, wobei die väterliche Einlage von sieben Millionen Mark bestehen blieb. 1936 musste sie ausscheiden, als die Firma nach dem Ausschluss der jüdischen Mitarbeiter unter dem Namen Berve Kraske & Co. weiter geführt wurde.

### Marie-Anne von Kühlmann
Die zweite Eheschließung mit dem verwitweten Diplomaten a. D. Richard von Kühlmann fand am 4. März 1920 im Schloss Lanke statt. Das Paar bezog eine Wohnung in der Berliner Wilhelmsstraße 66. Wenige Wochen vor der Scheidung in München am 13. April 1923 kam die Tochter Antoinette von Kühlmann, genannt Nina, zur Welt. Ursula von Mangoldt charakterisierte von Kühlmann, der mit ihrem Vater bekannt war, als „intelligent“ und „überlegen“. Sie urteilte weiter, er „verstand von Politik ebensoviel wie von der Kunst und schönen Frauen.“ Marie-Anne von Kühlmann hingegen mache „dank ihres großen Reichtums alles zum Hintergrund ihrer Selbstdarstellung“ und vergeude „ihre vielfältigen Begabungen spielerisch“.

### Marie-Anne von Goldschmidt-Rothschild
Am 28. Juni 1923 heiratete sie in dritter Ehe den Maler Rudolf von Goldschmidt-Rothschild (1881–1962) aus der Frankfurter Bankiersfamilie Goldschmidt. Für diese Ehe war sie zum jüdischen Glauben übergetreten, was die Frankfurter Familientradition erforderte. Die Hochzeitsreise ging nach Südafrika, und mit „südafrikanischen Briefen“ wollte sie sich später für den PEN-Club qualifizieren. Am 26. April 1925 kam der Sohn Gilbert (1925–2010) zur Welt.
In den 1920er Jahren wurden Schloss Lanke zu einem „kleinen Musenhof“, wo mit jungen Künstlern und Künstlerinnen Rollen einstudiert und Pläne für die Wintersaison geschmiedet wurden. In der Wintersaison veranstaltete sie Aufführungen und Feste am Pariser Platz. Mit Rilke stimmte sie in der politischen Ablehnung des Krieges überein. Eine Freundin im Bunde der deutschen Kriegsgegner und Pazifisten war die Schriftstellerin Annette Kolb. Als Kolb 1915 Geld für die Internationale Rundschau sammelte, gehörte sie zu den Spendern. Ihr gesellschaftlicher Umgang war nach wie vor international und entsprach nicht den meist nationalistischen Einstellungen ihrer Umgebung.
Nach 1933, als die ersten Emigranten nach Frankreich kamen, stellte sie ihre Häuser in Frankreich zur Verfügung. Überliefert ist dies für den Breslauer Maler Eugen Spiro. Ihm räumte sie das Haus in Paris, Rue de la Faisanderie 33, ein und mehrere Gemälde zeugen von einem Aufenthalt 1936 in Vaisseau.
Da ihr Mann der Erbe der Villa Rothschild war, äußerte sich der Königsteiner Walther Amelung zu dem ihm bekannten Ehepaar. Im Gegensatz zu ihrem „immer bescheidenen, freundlichen Mann“, der Königstein sehr liebte und sich gern dort aufhielt, weilte seine Gattin – „sie gehörte zur >Berliner Gesellschaft< des Staates von Weimar“ – dort ungern. Vor der Emigration 1938 wurde die Ehe mit Goldschmidt-Rothschild geschieden.

### Berliner Salonnière
Ein eigenes Kapitel in der Chronik von Kurt von Reibnitz ist den Salons der drei Brüder Goldschmidt-Rothschild in Berlin gewidmet, wobei derjenige von Marie-Anne den weitaus größten Teil einnimmt. Als des „Kohlenkönigs einziges Kind“ wird der geschäftliche Aufstieg des Vaters ausführlich erläutert. In ihrem Salon trafen sich führende Mitglieder der Berliner Gesellschaft „mit den vielen jungen Talenten, denen die Hausherrin eine ebenso gütige wie freigebige Mäzenin ist.“ In einer Nachtvorstellung in der „Komödie“ spielte sie zu wohltätigen Zwecken in dem Stück Der Schlachtenlenker von George Bernhard Shaw die Rolle der „fremden Dame“. Berühmt waren auch ihre Kostümbälle, bei denen sie selbst gedichtete Revuen aufführte. Auch auf dem Sommersitz „werden Rollen studiert, originelle Pläne für die Wintersaison geschmiedet und soviel junge Künstler und Künstlerinnen eingeladen, dass Lanke wohl ein kleiner Musenhof genannt werden kann.“ Der Chronist bescheinigt ihr, dass sie in einigen Jahren im Leben der Reichshauptstadt dieselbe Rolle spielen würde „wie Prinzessin Murat und Gräfin Noailles in Paris“.

### Auswanderung 1938 nach Frankreich
1930, als sich die Aufgabe von Schloss und Park Lanke wegen der judenfeindlichen Politik der Nationalsozialisten abzeichnete, wurde Marie-Anne von Goldschmidt-Rothschild Teileigentümerin, 1936 für zwei Jahre Eigentümerin des Grundstücks Inselstraße 7 auf der Halbinsel Schwanenwerder in Berlin. Ein seit September 1930 als Ersatz für Schloss Lanke geplantes Landhaus der Berliner Architekten A. Campell und Paul Huldschinsky mit Wirtschaftsgebäuden, Unterkünften für das Personal, Pferdeboxen und einem Bootshafen kam nicht mehr zustande. Ende April 1932 ließ sie die Bauarbeiten einstellen. 1931 bis 1936 mietete sie ganzjährig das Haus der Familie Kurt Oppenheim, Kl. Seestraße (seit 1933: Am Kleinen Wannsee) 14, die in die Schweiz gezogen war und nicht mehr zurückkehrte.
Im Februar/März 1938 zog Marie-Anne von Goldschmidt-Rothschild, um der öffentlichen Aufmerksamkeit zu entgehen, vom Pariser Platz in die Wohnung von Käthe von Nagy, Wernerstraße 10 in Wannsee. Die ungarische Schauspielerin lebte seit 1935 in Paris. Am 23. Juni 1938 erhielt sie per Dekret des französischen Botschafters André François-Poncet, der ihr Nachbar am Pariser Platz war, die französische Staatsbürgerschaft. Am 4. Oktober 1938 verließ sie Deutschland für immer.
Die langwierigen Verhandlungen mit den nationalsozialistischen Behörden zwecks Abwicklung der Vermögensgeschäfte für Mutter und Tochter führte Herbert Jessel (* 1892). Der Rechtsanwalt und Notar hatte seit Jahren zur Geschäftsführung der Firma Emanuel Friedlaender & Co. gehört und war seit 1937 Vermögensverwalter der „Friedfuld Vermögensverwaltung GmbH“, die er bis zur Emigration nach England und nach Abschluss der Geschäfte im August 1939 in seiner Wohnung in Berlin-Wilmersdorf bis zur Liquidation weitergeführt hatte. Bevollmächtigter der Mutter war Albrecht Graf von Bernstorff. Als Mit-Testamentsvollstrecker des Nachlasses Friedlaender-Fuld unterzeichnete Friedrich Wilhelm von Prittwitz und Gaffron die Verkaufsverträge der Wohnungen. Nachfolger von Herbert Jessel wurde der als Devisentreuhänder und Sequester amtlich eingesetzte Jurist Walther Schreiber, zuständig für das im Reich, d. h. auf den Sperrmark-Konten, verbliebene Vermögen.
Ein Dutzend Millionen seien auf ein Sperrkonto gegangen. Die „Centner“ an Akten der Friedfuld-Vermögensverwaltung ruhten bis 1948 im Keller der Westfälischen Straße, bevor sie ein Pariser Anwalt 1951 abholen ließ. Die Firmenunterlagen in der Zentralverwaltung Unter den Linden 61 waren mit der Zerstörung des Hauses verloren.
Im August und September 1939 verkaufte der Makler Ernst Hirsche die Häuser am Pariser Platz, Nr. 5a und 6, die jetzt zum Eigentum der Tochter umgeschrieben worden waren, wie auch das Hinterhaus, jetzt Eigentum der Mutter, an die Stadt Berlin für den Preis von 1,65 Millionen Mark. 1,5 Millionen Mark wurden als Reichsfluchtsteuer für die Tochter einbehalten, der Rest kam auf das Sperrkonto beim Bankhaus A.E. Wassermann; 1946 wurden als Vorkriegswert der Grundstücke 6,218 Millionen Mark errechnet, 1946 setzte man als aktuellen Wert 3.730.800 RM an. Die „musealen“ Einrichtungsgegenstände der Häuser – Bilder, Möbel und Kunstobjekte – wurden von dem Juwelier Richard Gießel und Schmidt-Bangel begutachtet, die einen Wert von rund 500.000 Mark feststellten – 1956 wurde der Wiederbeschaffungswert auf 1.253.895 Reichsmark festgelegt. Sie wurden teils verkauft, teils von den Auktionshäusern Ferdinand Knapp und Hans W. Lange versteigert, der wohl größere Teil in mehreren Möbelwagen mit der Speditionsfirma Berthold Jacoby nach Amsterdam verfrachtet und dort bei De Gruyter eingelagert. Nach der Besetzung der Niederlande durch deutsche Truppen konfiszierte die Sammelverwaltung feindlicher Hausgeräte 1941 die Kunstware und ließ sie 1941 und 1942 durch das Haager Auktionshaus Van Marle & Bignell versteigern. Ein Teil wurde nach dem Krieg aus dem niederländischen Kunsthandel an Goldschmidt-Rothschild als Erbin ihrer Mutter zurückgegeben, zwei Porträtgemälde noch 2004 und 2006 an deren Erben restituiert.
Um die obligate Reichsfluchtsteuer von 2,7 Millionen Reichsmark samt den zusätzlichen finanziellen Pressionen wie Rechtsmittelkosten und Säumniszuschlag, die dann zusammen 3.189.972 Reichsmark für die Tochter betrugen, zu entrichten, wurde durch die Firma Berve Kraske & Co. ein Millionen-Kredit gewährt und noch vorhandene Grundstücke in Niederbarnim verkauft.

### Emigration 1940 nach Mexiko und USA
Marie-Anne von Goldschmidt-Rothschilds verließ mit ihren Kindern, jetzt 17 und 15 Jahre alt, Frankreich über Spanien nach Portugal. In Lissabon erhielt sie die Papiere für die Überfahrt nach Mexiko. Nach der Ankunft in Vera Cruz wurden nur 35 der 317 Passagiere ins Land gelassen, darunter auch Marie-Anne von Goldschmidt-Rothschild mit ihren Kindern. Weitere Stationen ihrer Emigration waren dann Kalifornien, Beverly Hills, 602 North Bedfort und New York. In Beverly Hills notierte Alma Mahler-Werfel einen Besuch bei ihr. Inzwischen hatte Antoinette (Nina) Miness einen Amerikaner geheiratet und lebte bis 2010 in New York; ihr Sohn Gilbert kam 1944 als US-Soldat nach Europa zurück. So bald wie möglich kehrte Marie-Anne von Goldschmidt-Rothschild 1946 nach Paris und Vaisseau zurück.

### Wiedergutmachung und Entschädigung
Im Jahr 1948 erteilte Marie-Anne von Goldschmidt-Rothschild dem Berliner Rechtsanwalt und Notar Alfred Karpen die Vollmacht, bei der alliierten Treuhandstelle Berlin Rückerstattungsansprüche ihres „entzogenen“ Privatvermögens zu vertreten. Die Anträge der Jewish Restitution Successor Organization (IRSO), die ab 1950 eingereicht wurden, betrafen im Einzelnen:
- das Inselgrundstück auf Schwanenwerder;
- das Grundstück Pariser Platz 5a und 6 mit Hinterhaus;
- die Kommanditistische Beteiligung an der ehemaligen Firma Emanuel Friedlaender & Co., jetzt Berve, Kraske & Co;
- Einrichtungsgegenstände Pariser Platz 5a + 6 sowie Hinterhaus;
- Hausrat in den Wohnungen Pariser Platz;
- Bankguthaben (Kuponzinsen und Überweisungen bei der „Konversionskasse für deutsche Auslandsschulden“);
- fünf Waggons Kunstschätze;
- Wertpapiere.

Abgesehen von den damals üblichen langwierigen bürokratischen Verläufen von Wiedergutmachungen zog sich auch bei Goldschmidt-Rothschild die Wiedergutmachung über Jahrzehnte hin. Das Grundstück auf Schwanenwerder, das der Generalinspekteur Albert Speer 1938 billig erworben hatte, erhielt sie 1952 zurück und verkaufte es 1962 an den Bezirk Steglitz, der es als Freizeitgelände nutzt. Im September 1963 wurden 637.994,40 DM für die Reichsfluchtsteuer rückerstattet. Die Forderung nach Schadenersatz für die Bankguthaben wurde 1960 rechtskräftig zurückgewiesen. Im Oktober 1966 wurde ein Vergleich rechtskräftig, wonach sie 800.000 DM für das Umzugsgut zurückerhielt. Auf die Häuser am Pariser Platz, die jetzt im sowjetischen Sektor Berlins lagen und nur noch Ruinen waren, wurde der Anspruch 1967 zurückgenommen.
Im Namen der verstorbenen Milly von Friedlaender-Fuld erhielt die Erbin für deren Reichsfluchtsteuer (147.284 RM) einschließlich der Umzugskosten 33.772,80 DM zurück.
In dem gesonderten Verfahren um ihren Gesellschafteranteil am ehemals schlesischen Firmenvermögen kämpfte sie bis in die späten 1970er Jahre, ohne dass ein Ende abzusehen war. In den 1990er Jahren konnten dann wieder Restitutionsanträge gestellt werden.

## Werke
Pseudonym „Marianne Gilbert“:

Buchtitel 1956

- Le Tiroir entr’ouvert. Précédé d’une introduction de Marcel Brion avec 31 lettres inédites de R.-M. Rilke, traduites par Blaise Brion. 8 dessins de l’auteur. Bernard Grasset, Paris 1956.
- Le Bois de Boulogne. Avec la collab. de Annette F. Henrion et Robert Joffet. Textes de Thomas Blaikie, Honoré de Balzac, Daniel Stern etc. Paris: La Bibliothèque des Arts 1958. 2. Aufl. 1969.
- Un Musée sur la lune. Postface de Marcel Brion. Paris 1962.